# 天田城介
天田 城介（あまだ じょうすけ、1972年10月4日 - ）は、日本の社会学者。中央大学文学部人文社会学科社会学専攻教授。
「老い」や認知症をテーマに研究している。博士論文をもとにした著書(『〈老い衰えゆくこと〉の社会学』)は第3回日本社会学会奨励賞（著書の部）を受賞。

## 略歴
- 1972年 埼玉県さいたま市（旧浦和市）生まれ。
- 1995年 立教大学社会学部産業関係学科卒業。
- 1997年 立教大学大学院社会学研究科社会学専攻修士課程修了（社会学修士）。
- 2000年 立教大学大学院社会学研究科社会学専攻博士課程修了（社会学博士）。
- 2000年 立教大学社会学部助手。
- 2002年 熊本学園大学社会福祉学部講師。
- 2003年 熊本学園大学社会福祉学部助教授。
- 2007年 立命館大学大学院先端総合学術研究科准教授（特別招聘准教授）。
- 2008年 立命館大学大学院先端総合学術研究科准教授。
- 2014年 立命館大学大学院先端総合学術研究科教授。
- 2015年 中央大学文学部人文社会学科社会学専攻教授。

## 著作
単著
- 天田城介『〈老い衰えゆくこと〉の社会学』。ISBN 4811563611。国立国会図書館書誌ID:000004058147。「2003年、普及版2007年、増補改訂版2010年」
- 『老い衰えゆく自己の／と自由――高齢者ケアの社会学的実践論・当事者論』 ハーベスト社、2004年、第二版2016年
- 『老い衰えゆくことの発見』 角川学芸出版、2011年

共編著
- 『社会学のつばさ――医療・看護・福祉を学ぶ人のために』 早坂裕子・広井良典共編 ミネルヴァ書房、2010年
- 『老いを治める――老いをめぐる政策と歴史』 北村健太郎・堀田義太郎共編 生活書院、2011年
- 『差異の繋争点――現代の差別を読み解く』 村上潔・山本崇記共編 ハーベスト社、2012年
- 『体制の歴史――時代の線を引きなおす』 角崎洋平・櫻井悟史共編 洛北出版、2013年
- 『社会的弱者との真の共生を目指して――医療・福祉・教育の連携と提言』 川崎聡大・伊藤智樹共編 富山大学出版会、2013年
- 『大震災の生存学』 渡辺克典共編 青弓社、2015年